# Philippe-Thierry de Waldeck
Philippe-Thierry de Waldeck (aussi connu comme Philippe Théodore) (2 novembre 1614 à Arolsen - 7 décembre 1645 à Korbach), est comte de Waldeck-Eisenberg de 1640 jusqu'à sa mort.

## La famille
Il est le fils du comte Wolrad IV de Waldeck (1588-1640) et d'Anne de Bade-Durlach (1587-1649), héritier de la seigneurie de Culemborg aujourd'hui, dans les Pays-Bas. En 1639 à Culemborg, il épouse la comtesse Marie-Madeleine de Nassau-Siegen. Avec elle, il a plusieurs enfants, dont son successeur Henri-Wolrad de Waldeck. Un autre fils, Florent Guillaume est mort en bas âge. Sa fille Amélie-Catherine de Waldeck-Eisenberg épouse Georges-Louis d'Erbach-Erbach.

## Biographie
À partir des réclamations d'héritage de sa mère, Philippe-Thierry reçoit les seigneuries de Kinsweiler, Engelsdorf, Frechen et Bachem dans le territoire d'Eifel. Il fait plusieurs voyages en France et sert dans l'armée hollandaise pendant une longue période.
En 1639, le comte Floris de Pallandt meurt. Il est le titulaire de la seigneurie de Cuylenburg, Werth, Pallandt et de Wittem. Philippe-Thierry hérite de ces possessions par l'intermédiaire de sa mère. En 1640, il hérite de Waldeck-Eisenberg. Il réside entre le château de Culemborg et le château d'Eisenberg (de). Le château avait été vandalisé durant la guerre de Trente Ans. Toutefois, il est restauré au point qu'il est de nouveau habitable.